# CygnusEd
CygnusEd — текстовый редактор для AmigaOS и MorphOS.
Первые версии CygnusEd разрабатывались в ходе совместного проекта Брюса Доусона, Колина Фокса и Стива ЛаРока, работавших в CygnusSoft Software. Фактически это был первый текстовый редактор с функциями Отмены/Повтора (Undo/Redo) на платформе Amiga и одно из первых приложений поддержавших появившийся в AmigaOS 2.0 макро-язык ARexx. Любое приложение в AmigaOS поддерживающее ARexx открывает специальный ARexx-порт и определяет команды и функции, тем самым предоставляя возможность управления приложением из сценариев на языке ARexx. Для текстового редактора это означало возможность лёгкой и бесшовной интеграции с компиляторами множества языков программирования уже существовавших для Amiga, а также возможность построения полуавтоматической интегрированной среды разработки. Ещё одной непривычной для 1987 года была возможность одновременного редактирования нескольких текстовых файлов открытых на одном экране. Многие программисты Amiga выросли на CygnusEd, поэтому значительная часть программной библиотеки для платформы Amiga была создана в CygnusEd.
Хотя CygnusEd и не является самым мощным текстовым редактором для ПК Amiga, он с момента своего выхода в 1987 году поддерживает аппаратную отрисовку экрана чипсетом. Это давало ему беспрецедентную скорость отрисовки экрана (в реальном времени, за один кадр) и плавность прокрутки текста вверх и вниз, с эффектами ускорения и замедления. В то же самое время большинство текстовых редакторов на других платформах (таких как Multi-Edit в MS-DOS) работали в текстовом режиме и как следствие этого — прокручивали текст рывками равными высоте растрового шрифта (как правило, по 8 пикселей). Многие пользователи отмечают, что и спустя 30 лет после появления CygnusEd сложно назвать текстовый редактор, отличающийся такой же плавностью прокрутки текста. Также на производительности CygnusEd положительно сказывается и то, что он написан на языке ассемблера, в отличие от других текстовых редакторов, написанных, например, на Amiga E или Си.
CygnusEd оставался популярным даже после банкротства Commodore в 1994 году. В 1997 году новая версия CygnusEd 4 была разработана Олафом Бартелом, а затем, в 2000 году портирована для MorphOS Ральфом Шмидтом. Версию для MorphOS разработчики сделали доступной бесплатной для тех пользователей которые уже покупали CygnusEd 4 и имели оригинальный CygnusED 4 CDROM. В 2007 году Олаф Бартел закончил работу над CygnusEd 5 для AmigaOS 4. В 2020 году это всё ещё популярный у пользователей платформы Amiga текстовый редактор предлагаемый на официальном сайте разработчиков и в магазинах программного обеспечения.